# Paul Fouad Tabet
Paul Fouad Naïm Tabet (* 28. November 1929 in Maarab, Libanon; † 20. Juli 2009) war maronitischer Erzbischof und Apostolischer Nuntius.

## Leben
Paul Fouad Tabet empfing am 22. Dezember 1956 die Priesterweihe im maronitischen Ritus. Von 1978 bis 1980 war er Beauftragter der Kurie auf den Westindischen Inseln (Antillen); zudem wurde er zum Ehrenprälaten ernannt. Von 1980 bis 1984 war er Delegat auf den Antillen.
Papst Johannes Paul II. ernannte ihn am 9. Februar 1980 zum Titularerzbischof pro hac vice von Sinna und bestellte ihn zum Apostolischen Pro-Nuntius der Westindischen Inseln (Bahamas, Barbados, Jamaika, Trinidad und Tobago). Die Bischofsweihe spendete ihm am 30. März 1980 Anton Peter Khoraiche, maronitischer Patriarch von Antiochia; Mitkonsekratoren waren Bischof Chucrallah Harb und Bischof Roland Aboujaoudé. 1984 erfolgte zusätzlich die Ernennung zum Pro-Nuntius in Belize, 1984 die Ernennung zum Pro-Nuntius in Nigeria. 1991 wechselte er in das Staatssekretariat des Heiligen Stuhls. 1996 wurde er in Nachfolge von Justo Mullor García Ständiger Vertreter des Heiligen Stuhls beim Büro der Vereinten Nationen in Genf. 1996 wurde er in Nachfolge von Luciano Storero Nuntius in Griechenland; sein Nachfolger wurde Patrick Coveney.
Er gehörte der Ehrenkommission des Bios Prize Award des Hohen Flüchtlingskommissars der Vereinten Nationen an.
2005 wurde von Papst Johannes Paul II. seinem altersbedingten Rücktrittsgesuch stattgegeben.